# Sint-Jozefskerk (Merksem)

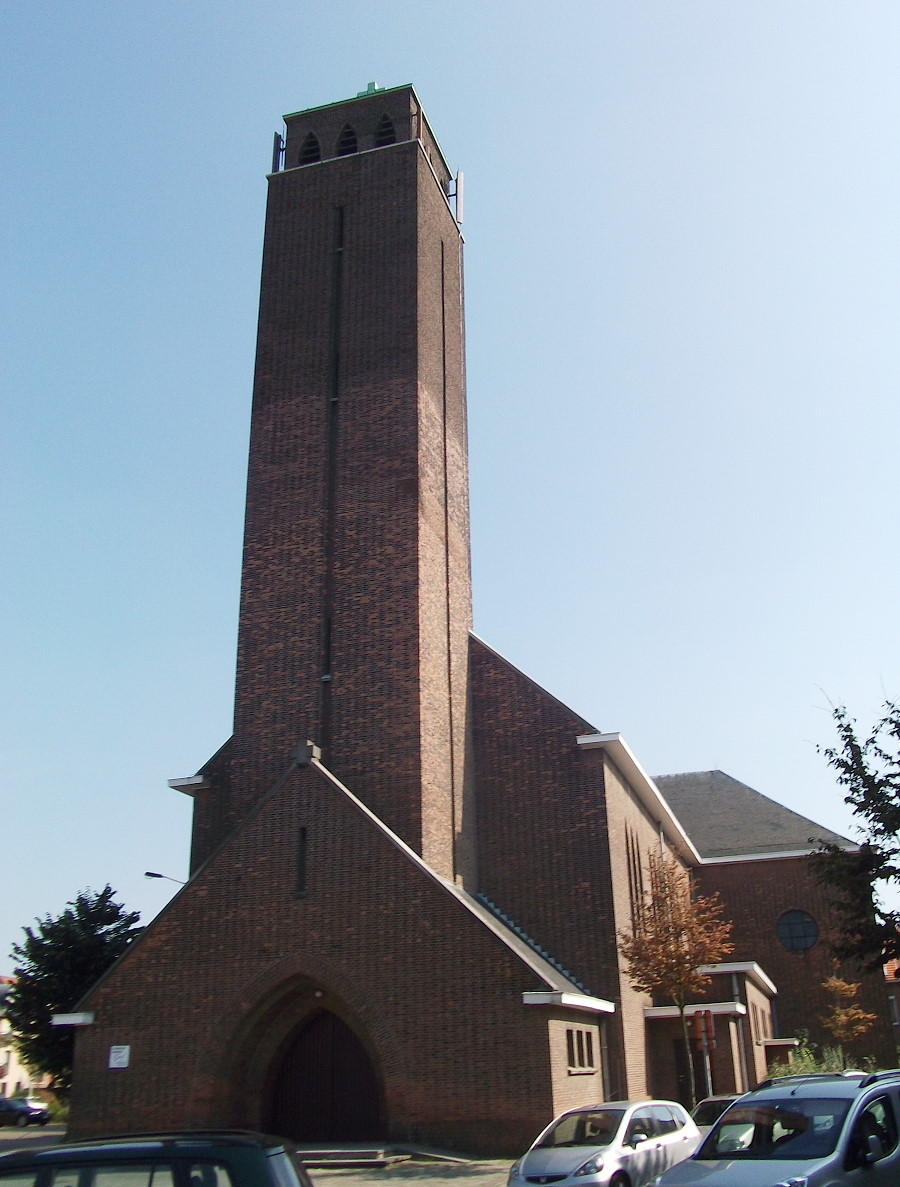
Sint-Jozefskerk

De Sint-Jozefskerk is een parochiekerk in de tot de gemeente Antwerpen behorende plaats Merksem, gelegen aan Jos de Swertsstraat 1.
De parochie werd opgericht in 1938. Aanvankelijk kerkte men in een noodkerk. In 1939 ontwierp Gustaaf Van Meel de definitieve kerk. De eerste steen werd in 1942 gelegd, maar vanwege de oorlogsomstandigheden kwam de kerk pas in 1953 gereed.
Het is een sobere bakstenen kruiskerk met voorgebouwde westtoren die enigszins naar art deco neigt. Voor de toren vindt men nog een vrij breed portaal onder zadeldak.